# Domini provincial de Bergelen
El Domini provincial de Bergelen (en neerlandès Provinciedomein Bergelen) és un parc natural a Gullegem, un nucli del municipi belga de Wevelgem. El parc va crear-se al marge de l'Heulebeek a la fi del segle xx a l'entorn d'una sorrera que havia servit per a la construcció de l'autopista A17 Tournai-Bruges.
L'antiga sorrera va transformar-se en un estany artificial d'unes deu hectàrees. El 1996 la diputació de la província de Flandes Occidental va comprar un primer tros de terres de 30 hectàrees. Es van mantenir els prats humits a les ribes de l'Heulebeek, la resta va reforestar-se, perquè aquesta part de la província no tenia gaire boscs. A poc a poc el domini va eixamplar-se i avui cobreix 49 hectàrees. Els arbres del bosc nou són força joves, però ja comença a esdevenir un lloc de passeig molt agradable. S'ha creat també un camí eqüestre.
A la vora de l'estany s'ha construït un amagatall del qual es poden observar els ocells aquàtics. Es troben uns monuments al parc: un calvari envoltat de tells i una masia anomenat Bulskamphoeve. En aquesta masia de tipus quadrada, un monument llistat típic de la zona a la qual hi havia una cafeteria i un centre de teràpia al qual s'utilitzen ponis per a reintegrar o curar joves fins a catorze anys. El 2008 va tancar i després de moltes tergiversacions el maig del 2014 va començar l'obra de reforma, per transformar-la en cafetaria i edifici tècnic per als serveis de manteniment del parc natural. El primer esment escrit de la masia fortificada data del 1549. Era un edifici en forma de ferradura circumdat de fossats. Repetides vegades va ser destruïda durant les guerres que van tocar aquesta zona. Els edificis actuals daten del 1775. El portal amb colomar i habitació per un criat van ser destruïts a la Primera Guerra Mundial. El fossat va ser terraplenat als anys 1950, però a l'inici del segle XXI va tornar a ser excavat.